# Ligne de Colmar-Central à Metzeral
La ligne de Colmar-Central à Metzeral est une ligne de chemin de fer française du Haut-Rhin. Ligne à voie unique, à écartement standard, non électrifiée, elle constitue un embranchement de la grande ligne Strasbourg - Bâle. Elle relie les gares de Colmar et de Metzeral en passant par Munster.
Elle constitue la ligne n°119 000 du réseau ferré national.
Dans l'ancienne nomenclature de la région Est de la SNCF, elle était numérotée « ligne 34 » et désignée en tant que « Ligne Metzeral – Colmar ».

## Histoire
La ligne de Munster à Colmar est concédée à la commune de Munster et déclarée d'utilité publique, à titre d'intérêt local, par un décret impérial le 5 août 1866. Ce même décret approuve le traité d'exploitation de la ligne signé le 22 novembre 1865 dans les chemins de fer entre la commune et la Compagnie des chemins de fer de l'Est.
La section de Colmar à Munster est ouverte le 3 décembre 1868 par la Compagnie des chemins de fer de l'Est.
La ligne est prolongée jusqu'à Metzeral par la Direction générale impériale des chemins de fer d'Alsace-Lorraine (EL) le 1er novembre 1893.
Le 17 juillet 1929, une loi déclare déclare d'utilité publique la construction d'une ligne entre Cornimont et Metzeral au travers du massif des Vosges, et assurant la jonction avec la ligne de Remiremont à Cornimont. Cette même loi attribue la nouvelle ligne à l'Administration des chemins de fer d'Alsace et de Lorraine (AL). Cette jonction ne sera jamais réalisée.
Début des années 1990, considérant la fréquentation en érosion constante et l'état de l'infrastructure, il est question de transférer la desserte à la route. Un comité de ligne voit le jour et l'Association pour la promotion du chemin de fer Colmar-Metzeral est créée pour défendre une ligne qui se relance au début du siècle suivant, profitant de la régionalisation des TER et de l'impulsion du monde politique local. Des haltes sont aménagées à proximité des principaux établissements scolaires qui génèrent une large part de la fréquentation des rames. Celle-ci s'en voit doublée, mais dans les années qui suivent, l'érosion reprend.
A partir du 15 décembre 2014, un autorail AGC est mis en place principalement aux tranches horaires les plus chargées, afin de répondre à une capacité insuffisante des autorails X 73500, même en composition de couplage de trois engins.

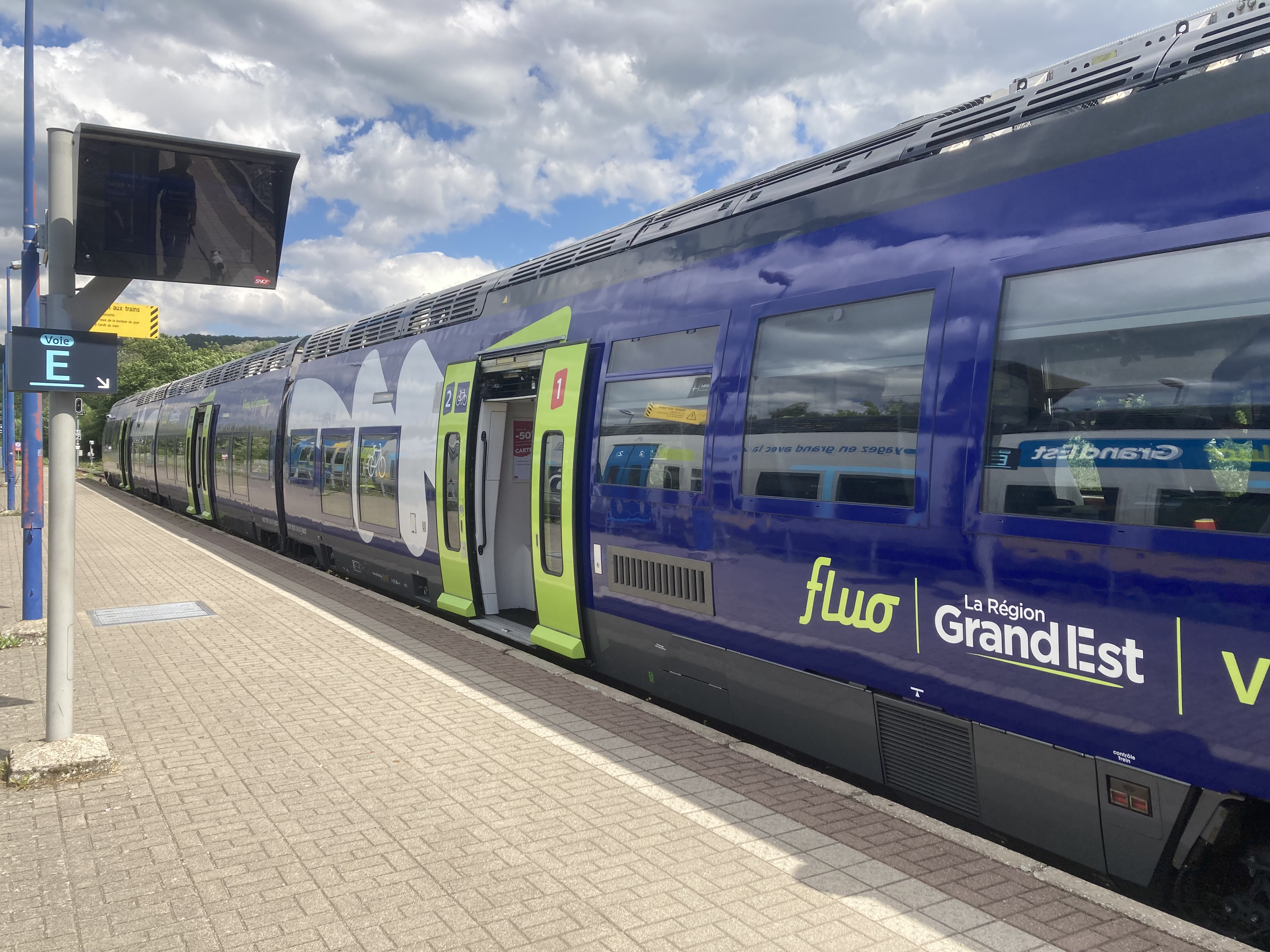
Un AGC de la Région Grand Est après sa rénovation de mi-vie, en gare de Munster.

Aujourd'hui, la grille semaine propose 22 allers-retours entre Colmar et Metzeral. La desserte débute vers 5 h et cesse vers 22 h, les premières et dernières circulations se faisant en bus TER (dernier départ de Colmar pour Metzeral à 22h15). Le temps de parcours moyen est de 35 minutes pour 24 km, soit une vitesse commerciale moyenne légèrement supérieure à 40 km/h.
En 2023, 40% des voyageurs étaient des occasionnels, 39% des abonnés de moins de 26 ans et 21% des abonnés de plus de 26 ans. Au premier semestre 2024, le taux de conformité de la ligne, soit le nombre de trains arrivant avec moins de 3 minutes de retard, était de 93%, et le trafic était en hausse de +15% par rapport à 2023.
Jusqu'en décembre 2024, l'offre week-end ne proposait que sept allers-retours le samedi et cinq le dimanche. Considérant le potentiel touristique de la vallée, la Région Grand Est a souhaité augmenter ces fréquences : suite à un travail de co-construction entre la Région, la SNCF et l'Association pour la promotion du chemin de fer Colmar-Metzeral, la nouvelle grille entrée en vigueur en décembre 2024 propose désormais 14,5 allers-retours le samedi. Le dimanche, l'offre passe à 8 allers-retour en basse saison, et à 12 allers-retours le dimanche en haute saison (de mai à septembre). Cette nouvelle grille horaire offre aussi des départs cadencés à l'heure, de meilleures correspondances en gare de Colmar et des circulations plus tardives : le dernier départ de Metzeral pour Colmar est repoussé à 20h19, et un dernier train quitte Colmar pour Metzeral à 21h32.

## Infrastructure

### Gares de la ligne

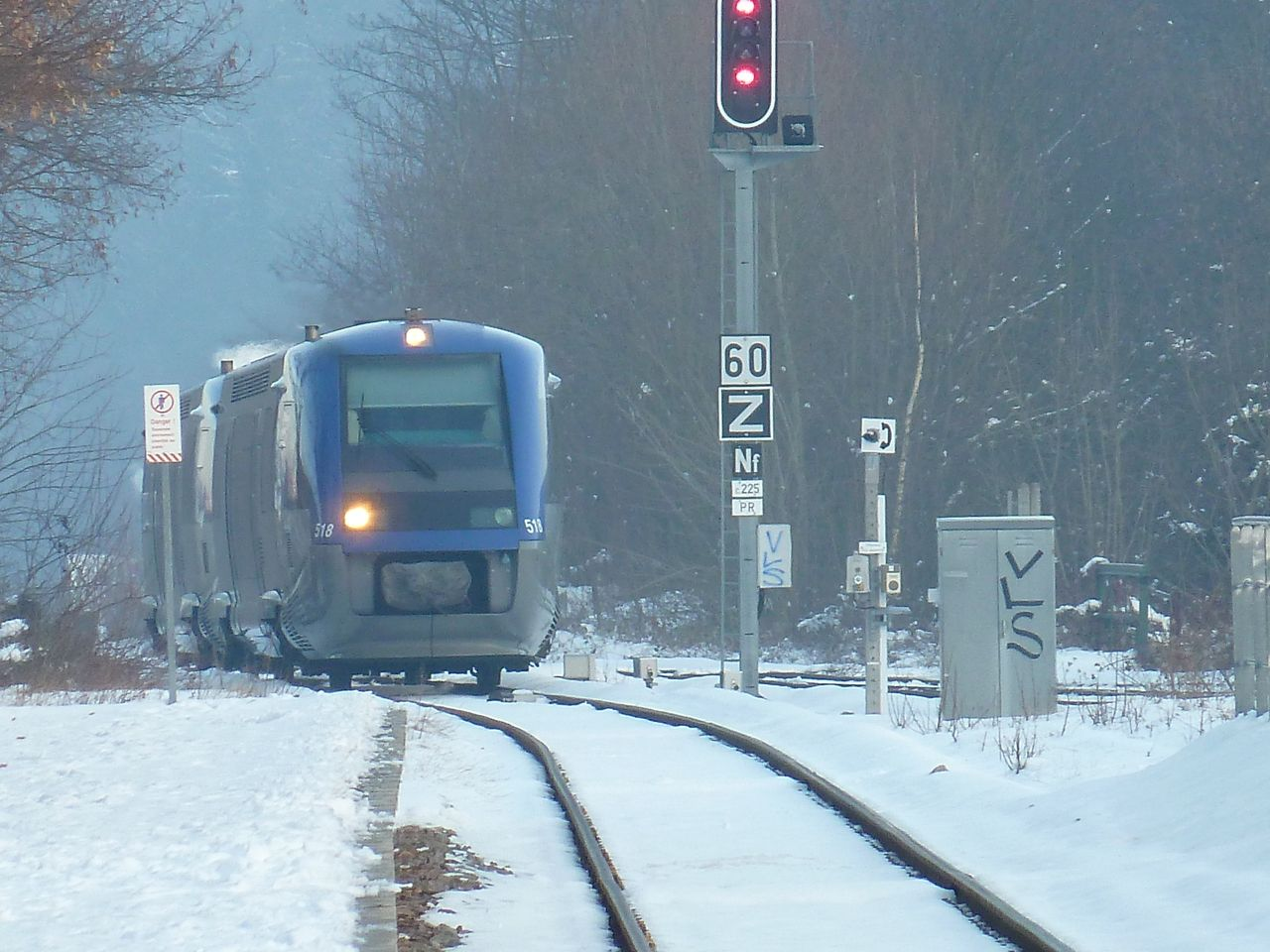
Autorail X 73500 numéro 518 circulant sur la ligne.

La ligne est desservie par 16 gares et haltes, toutes encore en service.
Du fait de la vocation omnibus de cette ligne, Colmar dispose de trois gares sur son ban communal et desservant la ligne : outre la gare de Colmar, principale gare de l'agglomération, les gares de Colmar-Saint-Joseph et de Colmar-Mésanges desservent l'ouest de la ville.
Munster dispose de deux gares, la principale et celle de Munster-Badischhof qui dessert le quartier du même nom à l'est de la commune.
Quant à la commune de Wintzenheim, elle a la particularité d'accueillir trois gares sur son ban communal sans qu'aucune ne desserve son centre-ville : la gare de Logelbach dessert la cité du même nom, géographiquement accolée à Colmar, la gare de Wintzenheim-Saint-Gilles dessert le lycée du même nom, et la Gare de Walbach-La Forge dessert le lieu-dit "La Forge" situé au sud de la commune de Walbach.
Enfin, la commune de Turckheim accueille deux gares sur son ban communal: la sienne et celle d'Ingersheim.

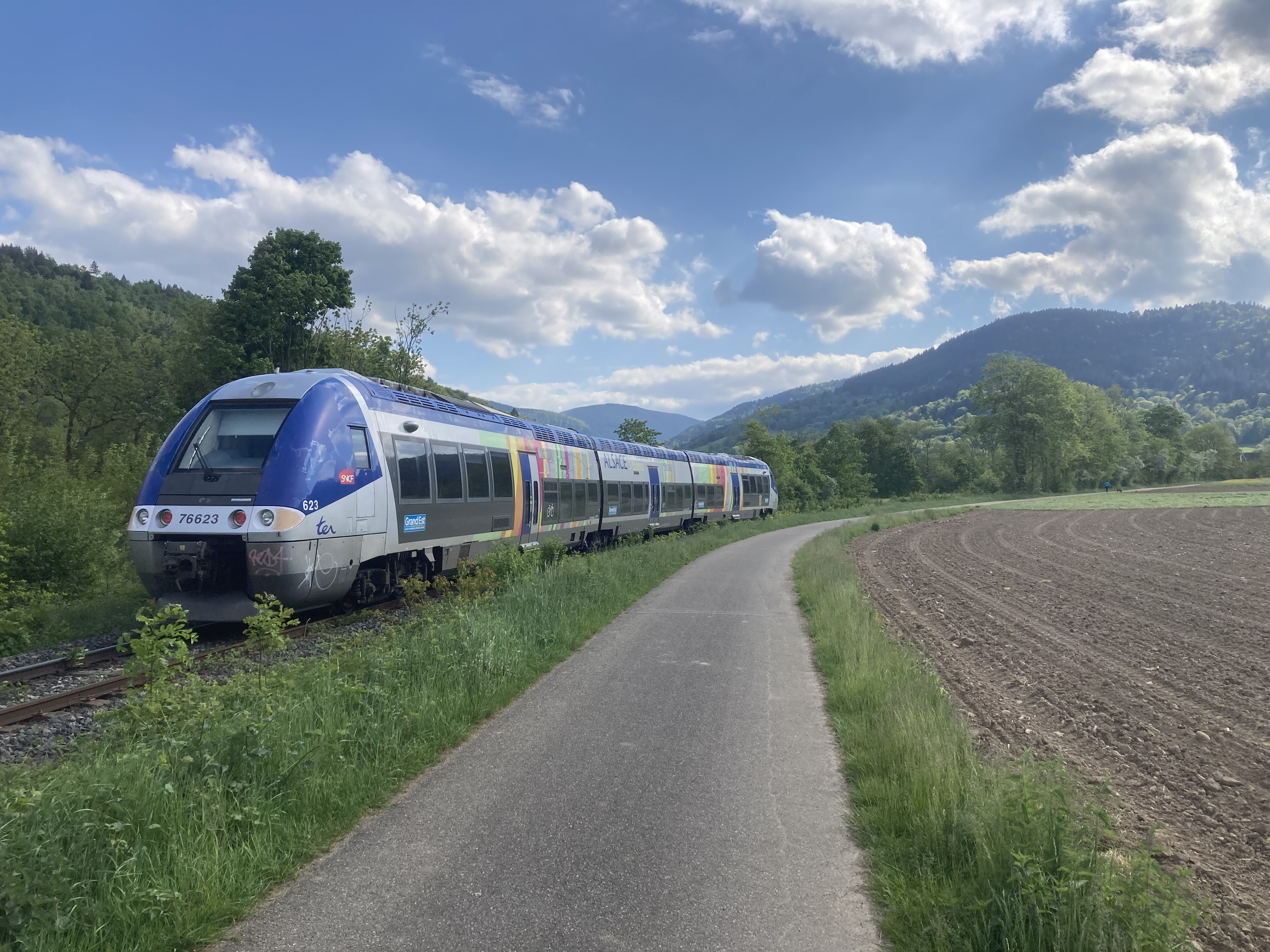
Un AGC entre les gares de Muhlbach-sur-Munster et Metzeral.